# Chemical Physics Letters
Chemical Physics Letters — науковий журнал, який друкує короткі статті у формі листів до редакції з хімічної фізики. 
Публікується видавництвом Elsevier з 1967. За даними на 2009 рік імпакт-фактор журналу становить 2,291.